# Erwin Stolpe

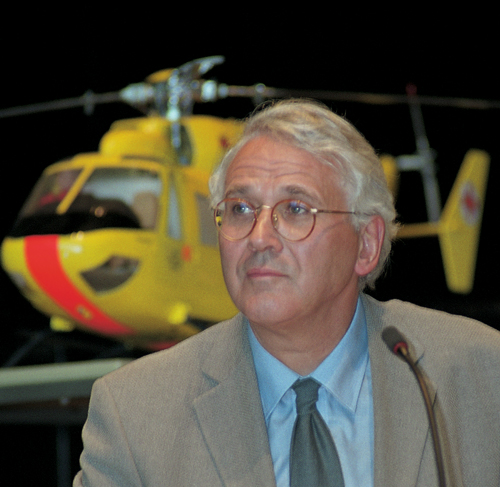
Erwin Stolpe, 12. ADAC-Fachtagung Luftrettung, Berchtesgaden, 24. Mai 2001

Erwin Stolpe (* 25. Juli 1945 in Rosenheim) ist ein deutscher Unfallchirurg und Pionier der Luftrettung.
Zur Schule geht Stolpe nach einem Umzug der Familie in Stuttgart. Eineinhalb Jahre seiner Schulzeit verbrachte er in England. Nach dem Abitur in Stuttgart nahm er das Studium der Medizin an der Ludwig-Maximilians-Universität München auf. Stolpe promovierte 1977 an der Ludwig-Maximilians-Universität und schloss 1980 die Facharztausbildung zum Chirurg ab.
1973 trat Stolpe als Medizinischer Assistent in der Neurologie des Städtischen Krankenhauses München-Harlaching in das Berufsleben ein. Ende 1973 wechselte er in dieser Funktion in die Chirurgische Abteilung, wo er im Jahre 1974 unter Erich Kugel eine feste Stelle als Assistenzarzt erhielt. 1975 übernahm er die Vertretung von Hans Burghart als Leitender Hubschrauberarzt an der Rettungshubschrauber-Station „Christoph 1“. Im Dezember 1980 wurde er Nachfolger von Burghart als Leitender Hubschrauberarzt.
Stolpe war Oberarzt an der Klinik für Unfallchirurgie, Orthopädie und Wiederherstellungschirurgie des Städtischen Krankenhauses München-Harlaching (heute Klinikum Harlaching).
Seit 1974 war er für die ADAC-Luftrettung GmbH tätig. Von 1980 an begleitete er die Luftrettung auch wissenschaftlich. Stolpe gehörte dem ADAC-Ärztekollegium an; viele Jahre unterstützte er die Geschäftsführung der ADAC-Luftrettung GmbH als medizinischer Leiter.
Stolpe setzte in den mehr als 30 Jahren seiner Tätigkeit für die Luftrettung Meilensteine. Am Anfang stand der verbesserte Einsatznutzen der „S“-Version der Bo 105. Danach war er maßgeblich an der Einführung der Hubschraubertypen BK 117, EC 135 und EC 145 beteiligt. Die Konzeption der medizinischen Ausrüstung dieser Baumuster trägt seine Handschrift.
Als leitender Hubschrauberarzt von „Christoph 1“ und Medical Director der ADAC Luftrettung wurde Stolpe nach über drei Jahrzehnten Tätigkeit am 25. November 2015 auf der Rettunghubschrauberstation in München-Harlaching in den Ruhestand verabschiedet.
Er war Mitglied im Vorstand des Europäischen Verbands für Luftrettung und Ambulanzflugwesen (EHAC e. V.) und Leiter der EHAC Working Group der Medical Directors.
Dr. Erwin Stolpe ist stellvertretender Vorsitzender der Claus-Enneker-Stiftung.
Stolpe ist verheiratet, hat drei Kinder und lebt in Seeshaupt.

## Auszeichnungen
- 2003: Josef-Ströbl-Preis
- 2013: Verdienstkreuz am Bande der Bundesrepublik Deutschland[9]